# Financieringssaldo
Het financieringssaldo is het tekort of het overschot op de begroting van het Rijk exclusief de aflossing op de staatsschuld, uitgedrukt in geld. 

## Berekening
Het financieringssaldo wordt op de volgende wijze berekend 
{\displaystyle O-(U-A)=Fs}.
O staat voor de inkomsten (ontvangsten), U staat voor de uitgaven en A voor de aflossing op de staatsschuld. Het financieringssaldo geeft aan met welk bedrag de staatsschuld in een jaar toeneemt (bij een financieringstekort, als de inkomsten kleiner zijn dan de uitgaven) of afneemt (bij een financieringsoverschot, als de inkomsten groter zijn dan de uitgaven).
Als het Rijk 235 miljard aan inkomsten heeft en 255 miljard aan uitgaven dan is er een begrotingssaldo van -20 miljard, oftewel een begrotingstekort van 20 miljard. Wanneer van die 255 miljard aan uitgaven er 10 worden gebruikt voor aflossing op de staatsschuld (geen rentebetalingen) dan heeft het Rijk een financieringssaldo van 235 miljard - 245 miljard = -10 miljard, oftewel een financieringstekort van 10 miljard. Dit lijkt een beetje vreemd, maar ook als een overheid een tekort heeft, wordt er een deel van de bestaande schuld afgelost. Het Rijk betaalt de aflossing op de staatsschuld met een andere lening.